# Uno Weekend
Uno Weekend è stato un programma televisivo italiano, spin-off di Unomattina Estate, in onda su Rai 1 dal 3 luglio 2021 al 12 settembre 2021 con la conduzione di Beppe Convertini e Anna Falchi.

## Il programma
Il programma andava in onda nel weekend: il sabato dalle 08:30 alle 10:30, la domenica dalle 08:20 alle 09:35. La trasmissione voleva raccontare l'Italia dei mercati che ancora sopravvive soprattutto in provincia e che la pandemia, per fortuna, non ha cancellato. Il mercato con le bancarelle dove la merce è a buon prezzo, dove si trovano vestiti e banchi della frutta e verdura, casalinghi e giocattoli, alimentari e ferramenta. Il tutto per ridare il senso di una Italia che ritrova i suoi riti collettivi e che assegna ad ogni giorno della settimana un valore simbolico.

## Edizioni
| Edizione | Inizio        | Fine              | Puntate | Conduttori       | Conduttori  | Studio                 |
| -------- | ------------- | ----------------- | ------- | ---------------- | ----------- | ---------------------- |
| 1ª       | 3 luglio 2021 | 12 settembre 2021 | 20      | Beppe Convertini | Anna Falchi | Studio 3 di Saxa Rubra |

## Puntate e ascolti

### Prima edizione (2021)
| Puntata | Messa in onda     | Ascolti        | Ascolti     | Ascolti        | Ascolti       |
| Puntata | Messa in onda     | Prima parte    | Prima parte | Seconda parte  | Seconda parte |
| Puntata | Messa in onda     | Telespettatori | Share       | Telespettatori | Share         |
| ------- | ----------------- | -------------- | ----------- | -------------- | ------------- |
| 1       | 3 luglio 2021     | 1.139.000      | 21,8%       | 960.000        | 19,3%         |
| 2       | 4 luglio 2021     | 1.036.000      | 19,2%       | 1.111.000      | 18,7%         |
| 3       | 10 luglio 2021    | 1.000.000      | 20,2%       | 899.000        | 19,3%         |
| 4       | 11 luglio 2021    | 1.078.000      | 20,5%       | 1.164.000      | 20,6%         |
| 5       | 17 luglio 2021    | 990.000        | 19,5%       | 960.000        | 19%           |
| 6       | 18 luglio 2021    | 1.022.000      | 18,16%      | 1.187.000      | 19,47%        |
| 7       | 24 luglio 2021    | 899.000        | 16,3%       | -              | -             |
| 8       | 25 luglio 2021    | 868.000        | 15,18%      | 981.000        | 15,52%        |
| 9       | 31 luglio 2021    | 715.000        | 12,7%       | 768.000        | 13,3%         |
| 10      | 1º agosto 2021    | 880.000        | 14,6%       | 1.097.000      | 16,5%         |
| 11      | 7 agosto 2021     | 758.000        | 13,8%       | 661.000        | 11,8%         |
| 12      | 8 agosto 2021     | 833.000        | 15,6%       | 1.062.000      | 17,6%         |
| 13      | 21 agosto 2021    | 867.000        | 18,2%       | 800.000        | 16,8%         |
| 14      | 22 agosto 2021    | 922.000        | 19,6%       | 1.025.000      | 20,1%         |
| 15      | 28 agosto 2021    | 934.000        | 17,6%       | 807.000        | 15,4%         |
| 16      | 29 agosto 2021    | 1.026.000      | 19,1%       | 1.372.000      | 21,8%         |
| 17      | 4 settembre 2021  | 1.076.000      | 20%         | 934.000        | 17,7%         |
| 18      | 5 settembre 2021  | 1.065.000      | 18,5%       | 1.320.000      | 21,3%         |
| 19      | 11 settembre 2021 | 985.000        | 18,1%       | 833.000        | 16%           |
| 20      | 12 settembre 2021 | 1.096.000      | 19%         | 1.259.000      | 20%           |
| Media   | Media             | 959.000        | 17,88%      | 1.011.000      | 17,90%        |

## Il meglio di Uno Weekend
Il 14 e il 15 agosto 2021 sono andate in onda due puntate speciali intitolate Il meglio di Uno Weekend
| Puntata | Messa in onda  | Ascolti        | Ascolti     | Ascolti        | Ascolti       |
| Puntata | Messa in onda  | Prima parte    | Prima parte | Seconda parte  | Seconda parte |
| Puntata | Messa in onda  | Telespettatori | Share       | Telespettatori | Share         |
| ------- | -------------- | -------------- | ----------- | -------------- | ------------- |
| 1       | 14 agosto 2021 | 817.000        | 18%         | 784.000        | 17,5%         |
| 2       | 15 agosto 2021 | 892.000        | 18,6%       | 976.000        | 18,7%         |
| Media   | Media          | 855.000        | 18,3%       | 880.000        | 18,1%         |

## Audience
| Edizione | Rete Televisiva | Anno | Programmazione | Programmazione | Programmazione | Programmazione | Programmazione | Programmazione | Programmazione | Telespettatori | Share  |
| Edizione | Rete Televisiva | Anno | L              | M              | M              | G              | V              | S              | D              | Telespettatori | Share  |
| -------- | --------------- | ---- | -------------- | -------------- | -------------- | -------------- | -------------- | -------------- | -------------- | -------------- | ------ |
| 1ª       | Rai 1           | 2021 |                |                |                |                |                |                |                | 985.000        | 17,89% |